# Karl Ludloff (Geologe)
Karl Ludloff (* um 1843; † nach 1917) war ein deutschamerikanischer Geologe und Bergbauingenieur.

## Leben
1878 veröffentlichte Ludloff eine geographisch-geologische Abhandlung, welche später inhaltlich-fachlich von unterschiedlichen Quellen aufgegriffen wurde.
Kritisch merkt er an, dass Flüsse schiffbar gemacht werden ohne den Wasserursprung in den Bergen zu betrachten. Hierzu nennt er für die Unterbindung von „Waldverwüstungen“ eine gezielte Aufforstung und Schonung des Waldes.
Karl Ludloff wanderte ca. 1880 nach Amerika aus. Über seine Reisetätigkeiten in den USA erschien 1881 ein Reisebericht. Darin werden die landwirtschaftlichen Zustände des Staates Wisconsin beschrieben.
Auf der ersten Veröffentlichung von 1878 aufbauend, schrieb er 1882 ein weiteres Buch mit dem Titel Die Ursache des Wohlstands und der Verarmung der Völker. Eine Rezension ist unter Der Deutsche Pionier: Eine Monatsschrift für Erinnerungen aus dem Deutschen Pionier-Leben in den Vereinigten Staaten zu finden.
Diese Werke werden vielfach zitiert.
Von 1880 an veröffentlichte Ludloff gemeinsam mit Joseph Brucker die zweimal im Monat erscheinende Zeitschrift Der Ansiedler in Wisconsin.
In Taylor County wird das von Ludloff und Brucker gebaute Gebäude abgebildet, welches später die First National Bank of Medford wurde.
Später lebte er als amerikanischer Auswanderer in Mexiko.

## Konsultationen
1887 wurde Ludloff von Max Sering besucht. Beide unternahmen mehrtägige Ausflüge zu entlegenen Ansiedlungen.
1890 wurde Ludloff von Heinrich Mayr besucht.
1898 legte Ludloff seine Untersuchungen dem kaiserlichen Reichskanzleramt vor.

## Beteiligungen und Aufträge
1883 wurde Ludloff von Edward M. Coombs beauftragt auf seinem Land inkl. von vermuteten Eisenvorkommen zu arbeiten und Siedler anzuwerben.
Um 1885 tritt er in Medford als Brucker, Ludloff Co. auf, um deutschsprachige Siedler anzuwerben.
Um 1887 herum, ist er an der Butternut Exploring Company beteiligt, welche die Entdeckung von Rohstoffvorkommen als Aufgabe hatte.

## Geologische Untersuchungen
Zusätzlich zu den oben genannten Aktivitäten untersuchte er weitere Landstriche in den USA und gab Einschätzungen zu den Rohstoffvorkommen ab, welche zum Teil kritisch hinterfragt wurden.
1899 wird berichtet, dass Ludloff goldhaltiges Material am oberen Fraser River gefunden hat.
1900 untersuchte er im Auftrag der Wisconsin Central-Bahn eine geologische Formation auf Eisenerzvorkommen.
Ca. 1904 entdeckte Ludloff in Mexiko eine Aztec Onyxader.

## Veröffentlichungen
- Über die Verwertung der Linien gleicher Höhe für Bergbau, Forst-, Land- und Wolkswirtschaft und deren Wichtigkeit für die Fruchtbarkeit und den Wasserreichtum sowie den Verkehr eines Landes, Prag, 1878
- Amerikanische Reisebilder: Skizzen über den Staat Wisconsin, 1881
- Die Ursache des Wohlstands und der Verarmung der Völker, 1882
- Geologische Mittheilungen aus dem Staate Washington, 1890[22]
- Der Ursprung amerikanischem Reichtums. Eine volkswirtschaftliche Skizze, Tacomo, ca. 1891
- Mother Lode in the Cascade Mountains, 1917[23]